# Championnat de Suisse de hockey sur glace 1942-1943
Saison précédente Saison suivante
La saison 1942-1943 est la 34e saison du championnat de Suisse de hockey sur glace.

## Ligue nationale A
| Clt   | Équipe                  | PJ | V | D | N | BP | BC | Diff | Pts |
| ----- | ----------------------- | -- | - | - | - | -- | -- | ---- | --- |
| +001, | HC Davos (T)            | 6  | 5 | 0 | 1 | 40 | 3  | +37  | 11  |
| +002, | Zürcher SC              | 6  | 5 | 1 | 0 | 28 | 9  | +19  | 10  |
| +003, | Montchoisi HC           | 6  | 2 | 1 | 3 | 16 | 16 | 0    | 7   |
| +004, | HC Arosa                | 6  | 1 | 2 | 3 | 9  | 12 | -3   | 5   |
| +005, | HC Bâle-Rotweiss        | 6  | 1 | 2 | 3 | 10 | 21 | -11  | 5   |
| +006, | CP Berne                | 6  | 1 | 3 | 2 | 8  | 30 | -22  | 4   |
| +007, | Grasshopper Club Zurich | 6  | 0 | 0 | 6 | 8  | 28 | -20  | 0   |

- En gras : champion de Suisse
- En italique : en barrage de promotion/relégation

Davos remporte le 15e titre de son histoire, le 6e consécutivement. Quant aux Grasshoppers, ils se maintiennent en LNA après leur victoire 3-1 contre le Young Sprinters HC en barrage de promotion-relégation.